# Dixieland

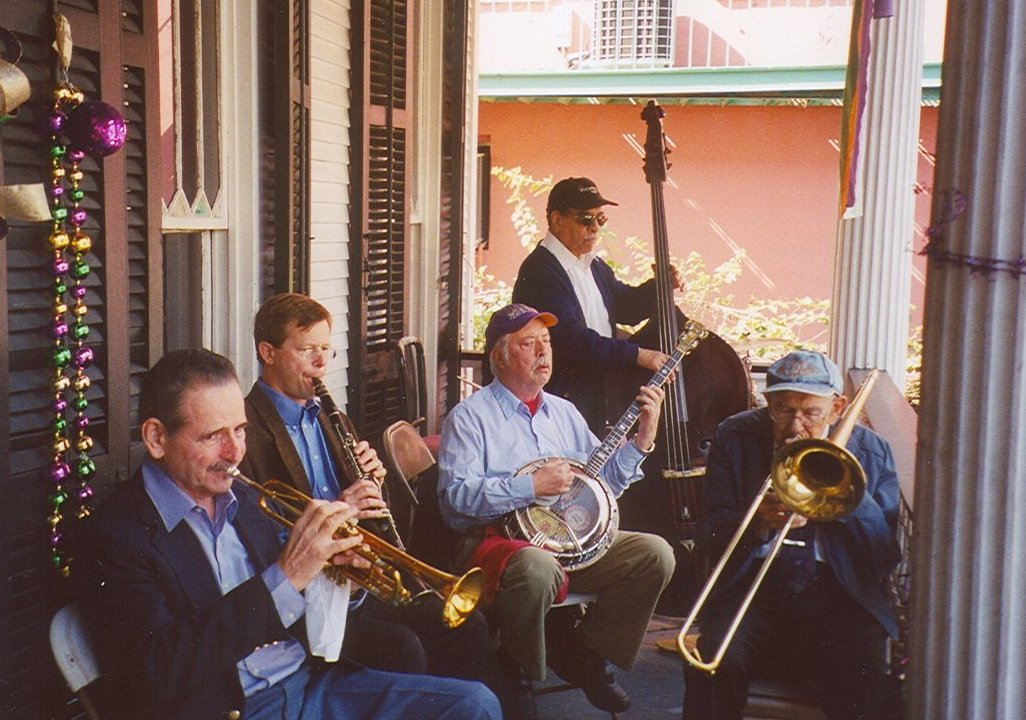
Dixielandband met banjo

Dixieland, ook hotjazz of New Orleans style genoemd, is een vroege stijl van jazzmuziek die in het begin van de twintigste eeuw ontstond in New Orleans en zich van daaruit verspreidde naar Chicago en New York. Omdat de eerste jazzplaat in 1917 werd opgenomen door het blanke orkest Original Dixieland Jass Band werd deze stijl dixieland genoemd. Tegenwoordig wordt dixieland vaak geassocieerd met orkesten waarin blanke muzikanten spelen, zoals dat van Eddie Condon en Muggsy Spanier. Enkele bekende dixielandnummers zijn Basin Street Blues en When the Saints Go Marching In.

## Stijl
Dixieland is een typisch Amerikaanse muzieksoort, ontstaan uit een samensmelting van Creoolse muziek met ragtime, blues, negrospirituals, marsmuziek (New Orleans brass) en de zogenaamde Tin Pan Alley-muziek die toen populair was. In deze smeltkroes van stijlen lag de nadruk vooral op de collectieve improvisatie en minder op solistische improvisaties, zoals die later populair werden bij de swing en latere jazzstijlen.
Dixieland wordt gespeeld in vierkwartsmaat. Hierbij spelen banjo, piano en slagwerk meestal alle vier tellen van de maat, terwijl de basinstrumenten, dus contrabas of tuba al dan niet samen met de linkerhand van de piano, afwisselend twee of vier tellen in de maat spelen.
Kenmerkend voor het genre is verder dat de koperblazers met klarinet gelijktijdig improviseren, in tegenstelling tot de veel striktere scheiding tussen samenspel en solo's die in latere jazz gebruikelijk werd.
De traditionele rolverdeling bij de melodie-instrumenten is dat de trompet de melodie min of meer vrij omspeelt, de trombone met karakteristieke glissandi de overgang van het ene akkoord naar het volgende aangeeft, en de klarinet, binnen de gegeven harmonieën, aanvullende stemmen improviseert.

## Benaming
De benaming Dixieland is mogelijk afgeleid van een privaat uitgegeven bankbiljet van 10 dollar, dat in New Orleans en omgeving in de tweede helft van de negentiende eeuw als een betaalmiddel werd gebruikt. Dat biljet was mede in de Franse taal bedrukt, en vermeldde dix, Frans voor tien. De streek werd hierdoor bekend als het gebied waar men deze dixes gebruikte, ofwel als Dixieland. Later werd ook het blanke orkest Original Dixieland Jass Band hiernaar genoemd en daarop werd dixieland ook de aanduiding voor deze muziekstijl.
Een andere uitleg is te vinden in het slavernijverleden van New Orleans en de Mason-Dixonlijn. Deze lijn werd voor en tijdens de Amerikaanse Burgeroorlog gebruikt als grens tussen de noordelijke en zuidelijke staten. De staten die zich onder deze grens bevinden waren zogenaamde "slave states", waar slavernij toegelaten was. De staten erboven waren "free states" alwaar slavernij werd verboden. Het diepe zuiden van de Verenigde Staten wordt daarom wel eens Dixieland genoemd.

## Bezetting
De traditionele instrumenten die in een dixielandband voorkomen zijn trompet of kornet, trombone, klarinet, soms saxofoon, heel soms kazoo, piano (optioneel), en een ritmesectie bestaande uit contrabas (of tuba of sousafoon), banjo of gitaar, en drums.
In een traditioneel dixielandorkest is sprake van een front line en een ritmesectie. De frontline bestaat uit kornet (speelt de melodie, dit instrument werd later vervangen door trompet), klarinet (voor de melodieën boven op het thema) en trombone (ritmische ondersteuning van de melodie). De ritmesectie bestaat uit drums, bas en gitaar (later vervangen door banjo en weer later door piano).

## Geschiedenis
Het dixielandorkest dat de muziek in brede kring populair maakte was de in 1917 door Nick LaRocca in New Orleans opgerichte, uit blanke muzikanten bestaande Original Dixieland Jazz Band. Met deze naamgeving introduceerde de band de nu bekende term jazz. Tot dan toe werd de muziek jass genoemd. Met hun gestructureerde variant op het genre, waarin voor improvisatie nauwelijks plaats was, maakten zij de dixieland aanvaardbaar voor een blank publiek. Ze effenden daarmee de weg voor de zwarte muzikanten die de jazz in de jaren twintig van de twintigste eeuw naar Chicago en New York exporteerden. Grote namen zoals Joe "King" Oliver, Louis Armstrong, Kid Ory, Johnny Dodds en Bunk Johnson werden daardoor ook buiten New Orleans bekend.
Blanke musici die geassocieerd worden met de dixielandstijl en een creatieve en invloedrijke plaats innemen in de jazzgeschiedenis zijn Bix Beiderbecke - kornet, Adrian Rollini - bassaxofoon en Jack Teagarden - trombone.
Dixieland kende haar hoogtijdagen in de jaren 1920 en werd na 1930 verdrongen door de swing-jazz, en weer tien jaar later door - onder andere - de bebop. In de jaren 1950 volgde wereldwijd een revival van de muziekstijl en nog eens in de jaren 1990.

## Dixieland in Europa

### Verenigd Koninkrijk
Na de oorlog werd dixieland jazz een kortstondige rage in Engeland, waar de muziekstijl wordt aangeduid met de term trad (van traditioneel) jazz. De drie belangrijkste namen daar zijn Kenny Ball, Acker Bilk en Chris Barber. Barber had in 1959 een wereldhit met Petite fleur, Bilk bereikte met Stranger on the Shore in 1962 de eerste plaats van de Amerikaanse hitlijst (Vera Lynn was de enige andere Britse artiest voor het Beatlestijdperk die dat bereikte.) en Ball had groot succes met Midnight in Moscow. De banjoist van Barber, Lonnie Donegan, was met zijn op folkmuziek gebaseerde skiffle-hits een voorloper van de Britse rock-'n-roll.

### Nederland
Op Bevrijdingsdag, 5 mei 1945, werd in Nederland de Dutch Swing College Band opgericht, waarschijnlijk het bekendste Nederlandse dixielandorkest. Orkesten als de Dutch Swing College Band kwamen op binnen de Nederlandse studentencorpora. Vanwege de bij die studentenverenigingen horende associatie met de conservatief-liberale zuil werd de muzieksoort vooral in liberale kringen populair. In de jaren 1970 ontstonden grote evenementen zoals het Breda Jazz Festival en Jazz Festival Enkhuizen waar de classic jazz een belangrijke plaats inneemt. Sinds de jaren 1980 en 1990 nam de populariteit van Dixieland muziek in concertvorm langzamerhand af. Wel is het tot op de dag van vandaag regelmatig te horen, uitgevoerd door mobiele orkesten. In zekere zin in het verlengde van de Marching Bands in New Orleans, ten tijde dat de muziek begon.

## Bekende muzikanten
- Bix Beiderbecke - kornet
- Adrian Rollini - bassaxofoon
- Chris Barber - trombone
- Peter Schilperoort - klarinet, saxofoon
- Louis Armstrong (in zijn beginjaren) - kornet
- Buddy Bolden - kornet
- Geary "Bunk" Johnson - kornet en trompet
- Buddie Petit (Joseph Crawford) - kornet
- Freddie Keppard - kornet
- Joe "King" Oliver - kornet
- William "Buster" Bailey - klarinet
- Sidney Bechet - klarinet
- Johnny Dodds - klarinet
- Jimmie Noone - klarinet
- Honoré Dutrey - trombone
- Kid Ory - trombone
- Bill Johnson - bas, bandleader
- Lil Hardin-Armstrong - piano
- Jelly Roll Morton - piano
- Johnny St. Cyr - banjo
- Warren "Baby" Dodds - drums

## Bands
- Kid Ory's Creole Orchestra
- King Oliver's Creole Jazz Band
- New Orleans Feetwarmers
- New Orleans Rhythm Kings
- The Original Creole Orchestra
- The Red Hot Peppers - met pianist Jelly Roll Morton